# عبد الكريم إبراهيم حامد
الشيخ عبد الكريم إبراهيم حامد، المعروف بلقبه الحركي - جارا أبا قدا - كان من أهم الأعضاء البارزين في الحركة القومية الأورومية وكان مؤسس وقائد جبهة تحرير اورومو.